# Fort Oscarsborg

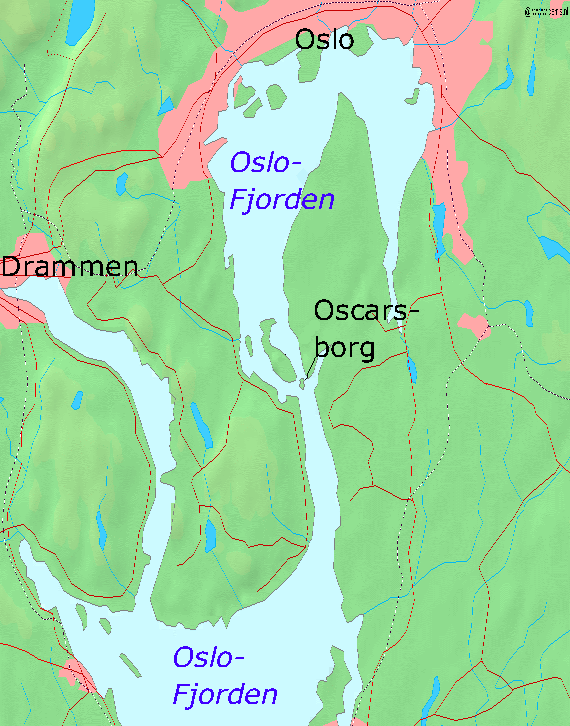
Oscarsborg

Fort Oscarsborg (Oscarsborg festning) is een voormalige vesting, gebouwd op twee kleine eilandjes in het Noorse Oslofjord. Het fort is vernoemd naar koning Oscar I. De vesting is vooral bekend vanwege de belangrijke rol die hij speelde aan het begin van de Tweede Wereldoorlog, toen de Duitse kruiser Blücher bij het fort tot zinken werd gebracht. Hierdoor mislukte een van de doelen van Operatie Weserübung: de overmeestering van Noorwegen en Denemarken op 9 april. De vertraging van de invasie van Oslo gaf koning Haakon VII en het Noorse parlement de gelegenheid de strijd nog bijna twee maanden vol te houden.

## Vroege geschiedenis van het fort

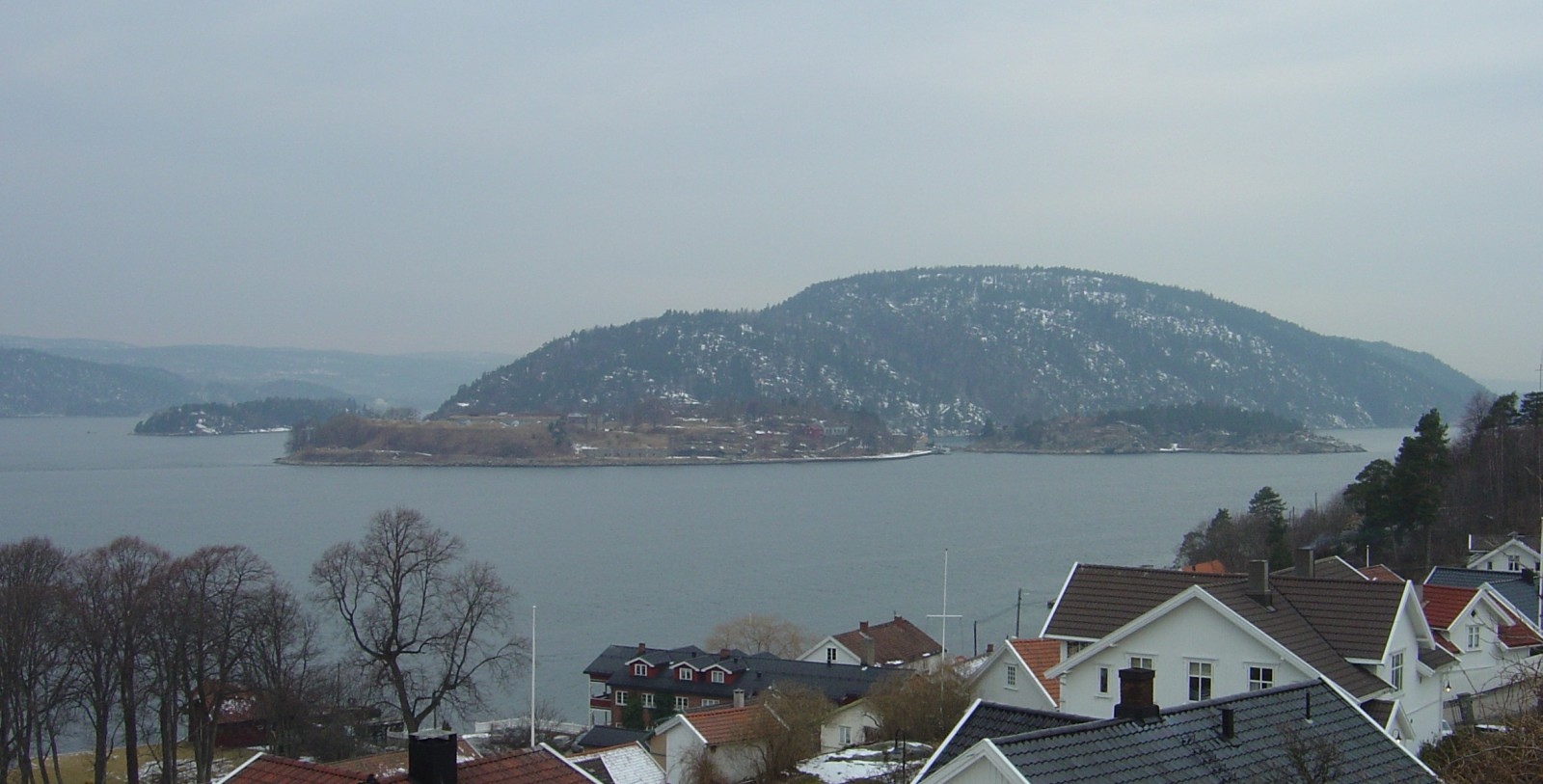
Ligging van Oscarsborg

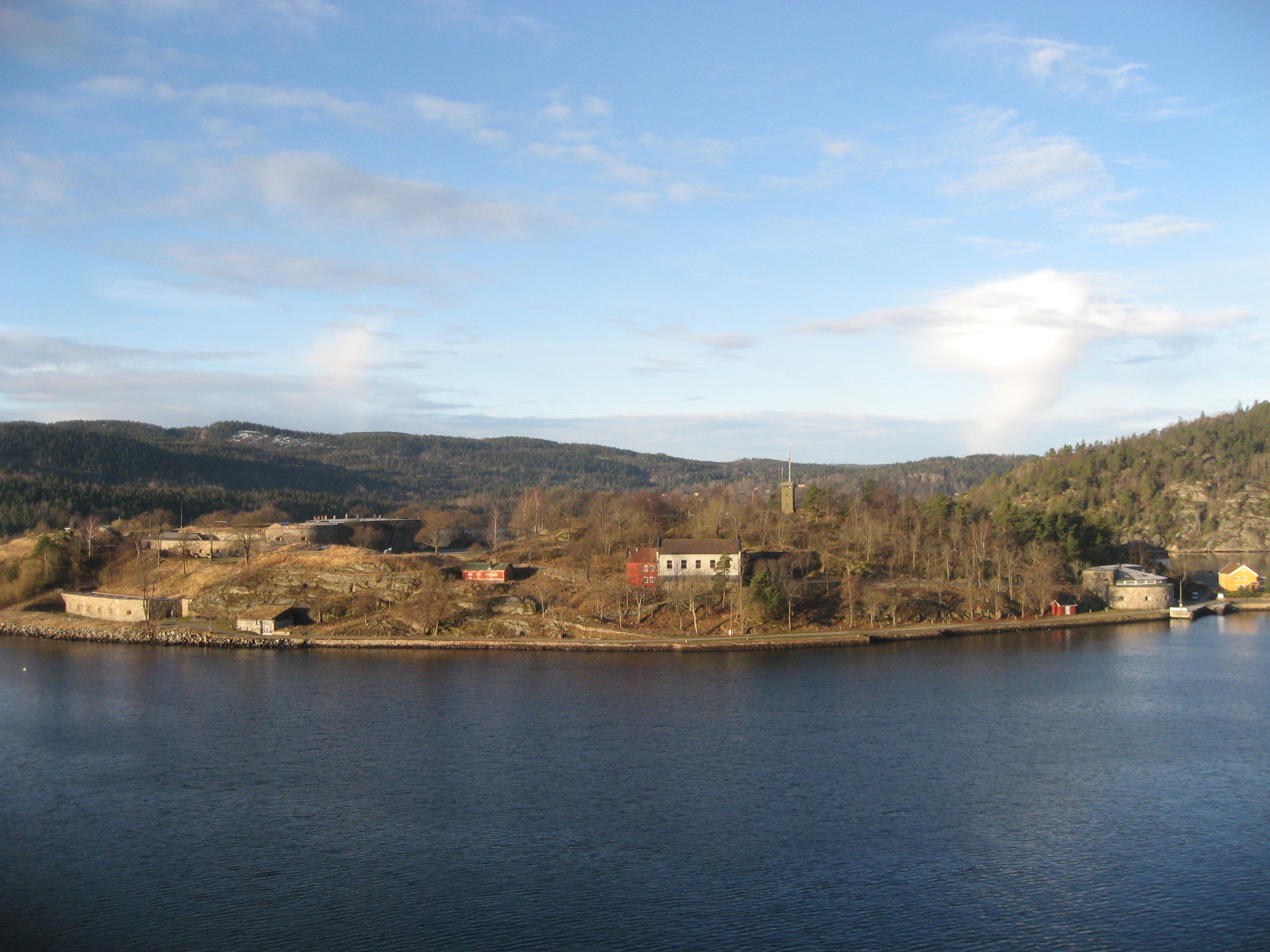
Oscarsborg

De twee eilandjes (de Kaholmene) waarop het fort is aangelegd zijn strategisch gelegen in het smalle deel van het Oslofjord nabij Drøbak. Dit 107 km lange fjord vormt de route die leidt van zee naar de Noorse hoofdstad Oslo. De eerste vestingwerken op de eilandjes werden in 1643 aangelegd door koning Christiaan IV. Gedurende de oorlogen tussen Denemarken/Noorwegen en Zweden in de zeventiende en achttiende eeuw zag het fort geen actie.
Tijdens de Napoleontische oorlogen werden de werken versterkt, zowel op Kaholmen als aan weerszijden van het fjord. De Deense prins en pas gekozen Noorse koning, Christian Frederik, inspecteerde het fort in juni 1814.

## De 19e eeuw
In de jaren 1830 begon de discussie omtrent wat naderhand fort Oscarsborg zou worden, maar pas op 20 november 1848 was de eerste fase van de nieuwe vesting voltooid. In 1853 werd de tweede fase voltooid en op 23 augustus 1855, tijdens een bezoek van koning Oscar I, kreeg het fort zijn naam. Op dat moment was het vestingwerk het modernste in zijn soort in noordelijk Europa.
Een decennium later was de wapentechnologie zodanig verbeterd dat Oscarsborg verouderd was. Ook was de vesting gemakkelijk vanaf de landzijde te veroveren, omdat de verdediging uitsluitend op de zeezijde was gericht. Men besloot de vesting te moderniseren. Eerst werd een onderwaterbarrière aangelegd ten westen van de eilanden, waardoor deze doorgang ontoegankelijk werd voor grote schepen. Dit werk was in 1879 voltooid. Het was de bedoeling de zuidelijke batterij te vervangen door zes Krupp-kanonnen met een kaliber van 30,5 cm. Dit waren voor die tijd moderne achterladers. Er werd 1 kanon geplaatst, waarna men door geldgebrek moest afzien van de andere. Voor de oostbatterij koos men voor drie voorladers van de Britse fabrikant Armstrong. Deze 8,5 inch-kanonnen hadden een bereik van 5600 meter en bleven tot 1917 in gebruik.
Vanaf 1890 werd alsnog nieuw Duits geschut geïnstalleerd. De hoofdbatterij bestond vanaf dat moment uit drie Krupp 28 cm-kanonnen op de zuidkant van het eiland, plus het 30,5 cm-kanon uit 1879. Langs de west- en oostkant van het eiland oudere stukken geschut opgesteld en op het vasteland bij Husvik en Kopås werd 15 cm- en 57-mm geschut geplaatst.
In 1875 werd een officiersopleiding van de artillerie op het eiland opgericht. Deze opleiding heeft meer dan 100 jaar bestaan.
In 1901 werd op Kaholmen een torpedolanceerinrichting in gebruik genomen. Deze inrichting lanceerde de torpedo's van onder het wateroppervlak en was daarmee de enige in zijn soort in Noorwegen. Het bestaan van deze torpedolanceerinrichting was in 1940 bij de Duitse inlichtingendienst niet bekend.

## 9 april 1940

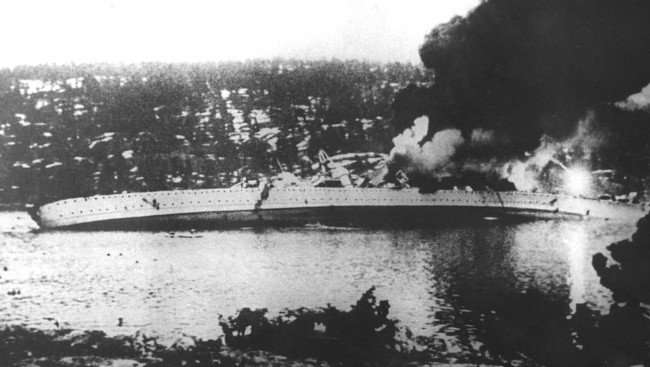
Gekapseisde Blücher

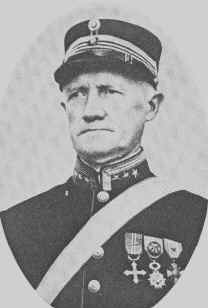
Commandant Birger Kristian Eriksen

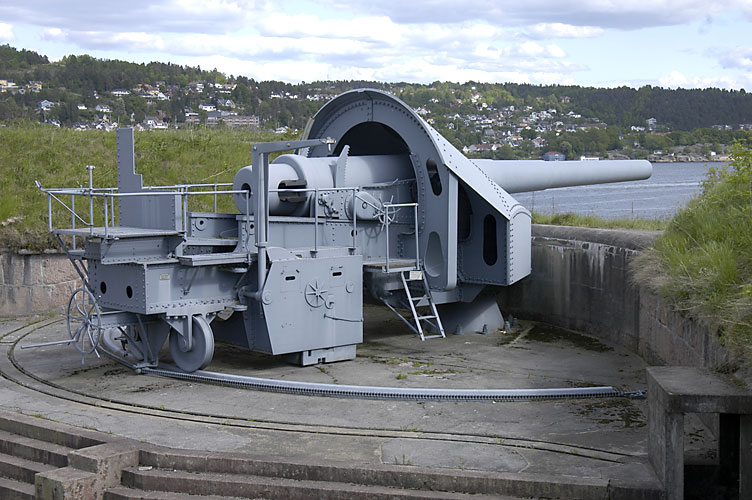
Een van de 28 cm kanonnen op Fort Oscarsberg

In de nacht voorafgaand aan 9 april 1940 voer de Duitse kruiser Blücher met gedoofde lichten het Oslofjord op, met aan boord een groep mariniers met de opdracht naar Oslo te varen om daar de Noorse koning en de regeringsleden gevangen te nemen. Het schip was vergezeld van het pantserschip Lützow. Tegen de verwachting in werden de indringers onderweg opgemerkt en een zoeklicht werd op de schepen gericht. Hierop werd vanaf de schepen geschoten, waarbij de eerste Noorse militair in de Tweede Wereldoorlog sneuvelde. Dit incident werd rond 23:30 gemeld aan de commandant van Oscarsborg, oberst Birger Kristian Eriksen. Eriksen vermoedde dat de oorlog een feit was en liet meteen de kanonnen bemannen. Tevens waarschuwde hij de kustbatterij op het vasteland. Hij liet ook Andreas Anderssen vanuit Drøbak overvaren. Anderssen was al dertien jaar gepensioneerd, maar hij was als plaatsvervanger aangewezen voor de commandant van de torpedobatterij, die met ziekteverlof was. Eriksen waarschuwde ook de politie in Drøbak, om de bewoners van de plaats te laten evacueren.
Commandant Eriksen voerde zelf bevel over de kanonnen, die door rekruten werden bemand die slechts een week eerder op het fort waren gestationeerd, aangevuld met een enkele ploeg ervaren artilleristen. Deze ploeg werd over twee van de drie 28 cm-kanonnen verdeeld, zodat twee kanonnen gereed konden worden gemaakt. Deze kanonnen, Mozes en Aäron genaamd, werden geladen en gericht. Het eerste schot trof de Blücher midscheeps en explodeerde in de munitie- en brandstofvoorraad. Het tweede schot schakelde op de brug een belangrijke vuurleidingspost voor de boordkanonnen uit. De Blücher werd ook door de lichtere kanonnen op het vasteland onder vuur genomen.
Commandant Eriksen hoorde vanaf het schip stemmen die het Duitse volkslied zongen, waarmee de identiteit van de indringers bekend werd. Inmiddels was het brandende schip het zuidelijke eiland gepasseerd. Kommandørkaptein Anderssen had de torpedo's gereed gemaakt om te vuren, en om 04:30 raakte de eerste torpedo de boeg. De tweede torpedo raakte het brandende schip ter hoogte van de plaats waar de eerste granaat van de kustartillerie was ingeslagen, daarmee het vuur over het gehele schip verspreidend. Een volgende torpedo werd geladen om op een eventueel tweede schip af te vuren. De andere schepen waren echter omstreeks 04:44 teruggekeerd: de geplande verrassingsaanval werd als mislukt beschouwd.
De Blücher kapseisde en zonk omstreeks 06:22. Hierbij kwamen 650 tot 800 opvarenden om het leven. De circa 1500 overlevenden werden aan land gebracht en gevangengenomen. Aan Noorse zijde vielen in de vesting geen slachtoffers; wel werden twee vrouwen in Drøbak door granaatscherven gedood.
De geslaagde verdediging door commandant Eriksen en zijn mannen heeft de opmars van de Duitse troepen vertraagd. Hierdoor konden de koninklijke familie, de parlementsleden en de goudreserve worden geëvacueerd.

## De tweede helft van de 20e eeuw
Oscarsborg bleef na het einde van de Tweede Wereldoorlog tot in de jaren negentig van de 20e eeuw als fort in gebruik. Van een verdedigingswerk veranderde de functie van het fort in een opleidingscentrum voor artillerieofficieren. De laatste modernisering van het geschut vond plaats in de jaren negentig.

## De 21e eeuw
Aan het einde van de 20e eeuw heeft Noorwegen zijn kustverdediging gemoderniseerd. Hierbij zijn de forten ontmanteld. In 2003 is de militaire status van Oscarsborg opgeheven. Het eiland heeft nu een hotel en het fort is een museum en een conferentieoord. In het fort zijn tentoonstellingen te zien over de geschiedenis van de vesting. Ook is een rij verschillende geschutstukken, afkomstig van verschillende Noorse forten, opgesteld langs de westkant van het eiland. De hoofdbatterij en oostbatterij zijn zo goed mogelijk behouden gebleven.
Het geschut dat in 1940 de Duitse schepen tegenhield, is nog steeds op de oorspronkelijke plaats te zien. De hoofdbatterij met de vier kanonnen, in de volksmond Mozes, Aäron, Jozua en Methusalem genaamd, is niet veel veranderd sinds 9 april 1940. De loop van het 30,5 cm kanon Methusalem is tijdens de aanval door het geschut van de Lützow zwaar beschadigd.
De drie in 1917 buiten bedrijf gestelde kanonnen van de oostbatterij kijken nog steeds uit over het Oslofjord.